# Wilhelm Matthies (Offizier)
Wilhelm Matthies (* 27. September 1896 in Havelberg; † 7. Juli 1980 in Leverkusen) war ein Konteradmiral der Kriegsmarine und später Abteilungsleiter bei der Bayer AG.

## Leben
Matthies trat am 1. April 1914 als Seekadett in die Kaiserliche Marine ein. Nach Ausbruch des Ersten Weltkriegs kam er zunächst kurzzeitig an Bord des Großen Kreuzers Moltke und wurde im September 1914 zum Marinekorps Flandern versetzt. Hier diente Matthies als Zugführer im 1. Matrosen-Regiment. 1916 folgten weitere Lehrgänge und am 13. Juli 1916 seine Beförderung zum Leutnant zur See. Als solcher war Matthies von Oktober bis September 1917 an Bord des Großlinienschiffes Oldenburg. Anschließend absolvierte er bis Februar 1918 eine Ausbildung an der Unterseebootsschule und kam dann zur II. U-Boot-Flottille Flandern. Hier fuhr Matthies Einsätze als Wachoffizier auf UC 71 und UB 148. Seine Leistungen wurden dabei durch die Verleihung beider Klassen des Eisernen Kreuzes sowie des Friedrich-August-Kreuz II. Klasse gewürdigt.
Nach Kriegsende blieb er aktiv und wurde in die Reichsmarine übernommen. Er hatte Bordkommandos und spezialisierte er sich auf die Flak-Artillerie. Von September 1935 bis September 1936 war er als Korvettenkapitän Kommandant des Artillerieschulschiffs Bremse. Bei Beginn des Zweiten Weltkriegs wurde Matthies Kommandeur des Marine-Flak-Regiments und zugleich Kommandeur der 5. Ersatz-Marine-Artillerie-Abteilung. Er war später u. a. Küstenbefehlshaber Westliche Ostsee. Als Konteradmiral war Matthies ab 10. Juli 1944 im Allgemeinen Marinehauptamt beim Oberkommando der Marine tätig. Hier wirkte er bis Kriegsende als Amtschef und Chef des Wehrgeistigen Führungsstabes. Mit der bedingungslosen Kapitulation der Wehrmacht befand sich Matthies ab 8. Mai 1945 in alliierter Kriegsgefangenschaft, aus der er Ende März 1947 entlassen wurde.
Nach seiner Entlassung trat Matthies in die Farbenwerke Bayer AG ein und wurde 1951 Abteilungsleiter in Leverkusen, wo er bis zu seinem Tode lebte.